# Sesuvium
Genre
Classification phylogénétique
Sesuvium L. est un genre de plantes de la famille des Aizoaceae.

## Liste des espèces
- Sesuvium acutifolium Miq.
- Sesuvium ayresii Marais
- Sesuvium brevifolium Schumach.
- Sesuvium congense Welw. ex Oliv.
- Sesuvium crithmoides Welw.
- Sesuvium crystallinum Welw. ex Oliv.
- Sesuvium digynum Welw. ex Oliv.
- Sesuvium distylum Ridl.
- Sesuvium eastwoodianum Howell
- Sesuvium edmonstonei Hook.f.
- Sesuvium edule Wight ex Wall.
- Sesuvium erectum Correll
- Sesuvium hoepfnerianum Schinz
- Sesuvium hydaspicum (Edgew.) Gonç.
- Sesuvium longifolium Humb. & Bonpl. ex Willd.
- Sesuvium maritimum (Walter) Britton, Sterns & Poggenb.
- Sesuvium mesembryanthemoides Welw.
- Sesuvium microphyllum Willd.
- Sesuvium nyasicum (Baker) Goncalves
- Sesuvium ortegae Spreng.
- Sesuvium parviflorum DC.
- Sesuvium pedunculatum Pers.
- Sesuvium pentandrum Elliott
- Sesuvium portulaca Crantz
- Sesuvium portulacastrum (L.) L.
- Sesuvium quadrifidum F.Muell.
- Sesuvium repens Willd.
- Sesuvium revolutifolium Ortega
- Sesuvium revolutum Pers.
- Sesuvium sessile Pers.
- Sesuvium sessiliflorum Domb. ex Rohrb.
- Sesuvium sesuvioides (Fenzl) Verdc.
- Sesuvium spathulatum Kunth
- Sesuvium trianthemoides Correll
- Sesuvium uvifolium Sessé & Moc.
- Sesuvium verrucosum Raf.